# Killer dal sangue blu
Killer dal sangue blu (Stalked by a Prince) è un film per la televisione diretto da Maxwell McGuire e trasmesso in prima visione negli Stati Uniti d'America il 27 febbraio 2022 su Lifetime.

## Trama
Alyssa, una giovane pubblicitaria newyorkese reduce da una lunga relazione finita male, viene inviata assieme alla sua collega Rachel ad un evento promozionale organizzato da una marca di vodka. Qui incontra Jack, principe britannico e 6° in linea di successione, che si innamora di lei. Dopo un rapido corteggiamento, nonostante alcuni dubbi, Jack convince Alyssa a seguirlo nella sua tenuta di campagna in Inghilterra, a bordo del suo jet privato, su cui li segue la sua guardia del corpo Taffer, il quale cerca di mettere sottilmente in guardia la ragazza. 
Purtroppo, Alyssa non sa che Jack è un pericoloso psicopatico che si rifiuta di assumere le medicine che tengono a bada i suoi istinti omicidi: infatti è un serial killer che ha già ucciso altre ragazze dopo averle attirate nella villa, e che per attirare Alyssa a sé più facilmente ha anche ucciso Chuck, un avvocato che la stava corteggiando, facendolo passare per un tragico incidente. Jack controlla ogni movimento di Alyssa tramite telecamere e microspie.
Alyssa comincia a notare delle stranezze, e mentre si trova in un bar rimane scioccata nel leggere la notizia della morte di Chuck; sulla via del ritorno entra in una stalla abbandonata dove, notando una ciocca di capelli e spostando della paglia ammassata, scopre il cadavere di una ragazza; poco dopo viene trovata da Taffer, che la riaccompagna alla villa. Intanto Timothy, il fratello maggiore di Jack, credendo che quest'ultimo abbia corretto il suo comportamento e stia prendendo le pillole, arriva alla tenuta con la moglie Susan e i due figli piccoli.
Durante la cena, Alyssa lascia cadere un pezzetto di carta in cui chiede aiuto, che viene raccolto da Taffer, poi con una scusa si allontana. Taffer la raggiunge e le dice che ha fatto una mossa sconsiderata perché ci sono anche dei bambini, innocenti che potrebbero essere messi in pericolo; pur capendo la disperazione della ragazza, che lo implora di aiutarla a fuggire, dice ad Alyssa che non può aiutarla perché è fedele alla corona. Nel frattempo, Timothy accusa il fratello di essersi sempre comportato come un animale e di finire continuamente sulle riviste scandalistiche, per questo lui e la famiglia lo tengono in disparte; Jack reagisce con grande rabbia e prova ad aggredirlo ma viene fermato da Taffer, al quale però cade il foglietto con la richiesta di aiuto di Alyssa, che fugge non appena Jack lo legge.
Alyssa sottrae ai bambini un tablet col quale telefona a Rachel, ma la chiamata viene disturbata dall'assenza di segnale. Sentendo che Jack si sta avvicinando, Alyssa accede al profilo social di Susan e fa partire una diretta streaming dove Jack si mostra per ciò che realmente è confessando una serie di crimini brutali; quando Jack capisce di essere registrato distrugge il tablet, ma ormai è troppo tardi. Alyssa scappa e stavolta Taffer la lascia andare. Taffer rifiuta di consegnare la sua pistola a Jack dicendogli invece di consegnarsi spontaneamente alle autorità, cosa che insieme alla sua condizione mentale gli consentirà di ottenere una pena più mite; Jack fa finta di ringraziarlo, ma poi lo pugnala allo stomaco e gli sottrae la pistola.
Susan rimane sconvolta nel vedere la registrazione, e quando si imbatte in Alyssa le consegna le chiavi per fuggire, poi mostra la registrazione a Timothy dicendogli di fermarlo. Jack dice al fratello di non provare niente se non una grande furia e che ha provato a cambiare ma che nessuno può aiutarlo, poi lo uccide sparandogli. Jack insegue Alyssa nel bosco, ma la ragazza riesce a prendergli la pistola; quando Jack sta per pugnalarla, inaspettatamente viene ucciso da uno sparo lanciato da Taffer, sopravvissuto all'aggressione e accorso per aiutarla, che però muore subito dopo per lo sforzo.
Alyssa viene soccorsa e, tornata a casa insieme a Rachel, si domanda perché scelga sempre la persona sbagliata; l'amica allora le suggerisce di usare la sua celebrità non voluta a vantaggio della loro azienda.

## Accoglienza

### Critica
Maurizio Encari di Movieplayer.it ha assegnato al film una stella e mezzo su cinque, lamentando «una sceneggiatura prevedibile e forzata» e «tensione e colpi di scena assenti».